# هومان
هومان، روستایی از توابع بخش مرکزی شهرستان تیران و کرون در استان اصفهان ایران است.

## جمعیت
این روستا در دهستان ورپشت قرار دارد و براساس سرشماری مرکز آمار ایران در سال ۱۳۸۵، جمعیت آن ۱٬۳۴۶ نفر (۳۶۱خانوار) بوده‌است.
روستای دیگری از توابع بخش خدا آفرین واقع در شهرستان جانانلو استان آذربایجان شرقی  با نام هومان میباشد